# Sjirkati Aljuminiji Todzjik
Sjirkati Aljuminiji Todzjik (tadzjikiska: Ширкати Алюминийи Тоҷик, Sjirkati Aljuminiji Todzjik; ryska: Таджикская алюминиевая компания, Tadzjikskaja aljuminijevaja kompanija), förkortat Talko (tadzjikiska/ryska: ТАЛКО), tidigare TadAZ, är ett företag som driver den största aluminiumfabriken i Centralasien och är Tadzjikistans största industriella tillgång. Fabriken ligger i Tursunzoda i västra delen av landet.
Tadzjikistan har ingen naturlig källa till aluminiummalm, därmed måste råvaran importeras. Verket började konstrueras år 1972 och det första aluminiumet framställdes den 31 mars 1975. Enligt den tadzjikiska nyhetsbyrån Avesta producerades år 2006 416 000 ton aluminium.
Fabriken förbrukar 40 % av landets elektricitet, och i en studie från år 2002 fann man verket skyldigt till vattenförorening i området. Det har också ett flertal gånger rapporterats ge grannområden i det närliggande grannlandet Uzbekistan miljöproblem.
Den 3 april 2007 bytte verket, som då hette TadAZ, namn till dagens Talko - tadzjikiska aluminiumbolaget. 
Rusal, världens största aluminiumföretag, har sagts investerat 150 miljoner dollar i att modernisera och öka företagets produktionskapacitet.

### Fotnoter
1. ↑  ”Tajik Aluminum Plant Rejects Uzbek Charges Of Environmental Damage” (på engelska). Radio Free Europe. 20 oktober 2010. http://www.rferl.org/content/Tajik_Aluminum_Plant_Rejects_Uzbek_Charges_Of_Environmental_Damage/2196151.html.